# مرتضی بانک
مرتضی بانک (زاده ۱۳۳۴ در اصفهان) سیاستمدار ایرانی و عضو شورای مرکزی حزب اعتدال و توسعه، مشاور پیشین رئیس‌جمهور و دبیر شورای عالی مناطق آزاد تجاری و معاون کل پیشین سرپرست نهاد ریاست‌جمهوری
است. مرتضی بانک، همچنین، معاون پژوهشکده و معاون دفتر و مشاور مرکز تحقیقات استراتژیک و مشاور حسن روحانی بوده‌است. وی در دوره اکبر هاشمی رفسنجانی، استاندار کرمان و معاون اداری مالی وزارت امور خارجه در دوره اصلاحات بوده‌است.
مرتضی بانک طی حکمی از سوی وزیر اقتصاد به عنوان دبیر شورای عالی مناطق آزاد تجاری ـ صنعتی و ویژه اقتصادی در دولت دوازدهم منصوب شد. وی همچنین طی حکمی از سوی حسن روحانی رئیس‌جمهور به عنوان «مشاور رئیس‌جمهور در امور مناطق آزاد تجاری-صنعتی و ویژه اقتصادی» منصوب شد.